# Drosophila platitarsus
Drosophila platitarsus är en tvåvingeart som beskrevs av Frota-pessoa 1954. Drosophila platitarsus ingår i släktet Drosophila och familjen daggflugor.
Artens utbredningsområde är Brasilien.